# Marino Magrin
Marino Magrin (Borso del Grappa, 13 settembre 1959) è un ex calciatore italiano, di ruolo centrocampista.

## Biografia
Ha un figlio, Michele, che ne ha seguito le orme divenendo a sua volta un calciatore, con una carriera trascorsa tra la Serie C e la Serie D.

## Carriera

### Giocatore

#### Club

Magrin (in piedi, secondo da sinistra) nel Verona della stagione 1989-1990

Magrin inizia a tirar calci al pallone a sedici anni, nei dilettanti del Bassano Virtus che nel 1975-1976 disputa il campionato di Serie D. A giugno la squadra scende nei Dilettantistiche e il giovane centrocampista gioca 7 partite segnando 3 gol. Magrin resta a Bassano del Grappa fino al 1978, anno in cui passa al Montebelluna, in Serie D. Lì Magrin gioca due campionati di Serie D, totalizzando 57 presenze e 14 reti.
A giugno 1980 passa al Mantova, che milita in Serie C1. In biancorosso Magrin resta solo un anno: a giugno 1981 lo ingaggia l'Atalanta, appena scesa in Serie C1. Nel giro di tre stagioni i nerazzurri conquistano la massima serie. Debutta in Serie A tre giorni dopo il suo 25º compleanno, il 16 settembre 1984, nell'1-1 contro l'Inter. Resta a Bergamo fino al giugno 1987, sommando 192 presenze e 40 gol.
Passa quindi alla Juventus per 2,8 miliardi di lire dopo la partenza di Michel Platini. Nel 1987-1988 i bianconeri arrivano sesti in campionato, ottenendo la partecipazione alla Coppa UEFA grazie allo spareggio-derby con il Torino. L'anno dopo la squadra arriva quarta. Magrin lascia Torino nel giugno 1989, dopo 44 presenze e 7 reti in campionato. Nonostante fosse stato acquistato per sostituire Platini, Magrin non indossò la prestigiosa maglia numero 10 durante le due stagioni in bianconero.
Ormai trentenne, il giocatore passa all'Hellas Verona di Osvaldo Bagnoli, dove gioca per tre stagioni (due retrocessioni in Serie B intervallate da una risalita) fino al 1992, quando ritorna a Bassano per disputare l'ultima stagione prima del suo ritiro.

#### Nazionale
Nel 1987 ha disputato 3 partite con la Nazionale olimpica.

### Allenatore
Ha allenato Mantova e Tritium, oltre alle giovanili di Atalanta e Milan. Nel 2012 ha allenato la scuola calcio del Frassati e nel 2022 quella del La Torre.

## Palmarès

### Giocatore

#### Club
- Campionato italiano Serie C1: 1

Atalanta: 1981-1982 (girone A)
- Campionato italiano di Serie B: 1

Atalanta: 1983-1984